# Phare de Penlan
Le phare de Penlan, maison-phare, est situé à l'embouchure de la Vilaine, dans le sud du Morbihan, sur la commune de Billiers (pointe de Pen Lan).
Il est automatisé et télécontrôlé depuis le phare de Goulphar à Belle-Île-en-Mer.

## Historique
Le phare a été automatisé en 1995.

### Optique
Lors de sa première mise en service, l'optique était un feu fixe blanc de 4e ordre dioptrique, la focale 0,15 mètre.
En 1888, l'optique était un feu fixe de 4e ordre dioptrique, focale 0,25 m secteurs blancs, rouges et verts.
Depuis mai 1955, l'optique est un feu à 2 occultations toutes les 6 secondes, focale 0,25 m.
La codification sur la carte marine 7033 du SHOM EST/
Oc (2) WRG 6s 26m 15/11M ce qui signifie
- c'est un feu à secteurs (secteur W blanc, R rouge G vert)
- c'est un feu à occultations (Oc)
- c'est un feu à 2 occultations (2)
- la période est de 6 secondes (6s)
- son élévation est de 26 mètres (ce qui permet de calculer la distance avec un sextant) ((hauteur*1.86)/ angle lu sur le sextant)
- la portée est de 15 nautiques pour le secteur blanc et 11 nautiques pour les secteurs rouge et vert

(carte 7033 du SHOM)
Il faut arriver par le secteur blanc 
Rythme : L=3 s / O=1 s / L=1 s / O=1 s T=6 s
(DIRM NAMO)

### Combustibles
Le combustible était initialement en 1839 de l'huile végétale.
La migration vers l'huile minérale se situe vers 1875.
L'électrification est réalisée en mai 1955 (2 occultations toutes les 6 s), suivie de l'automatisation en 1995.

## Photographies

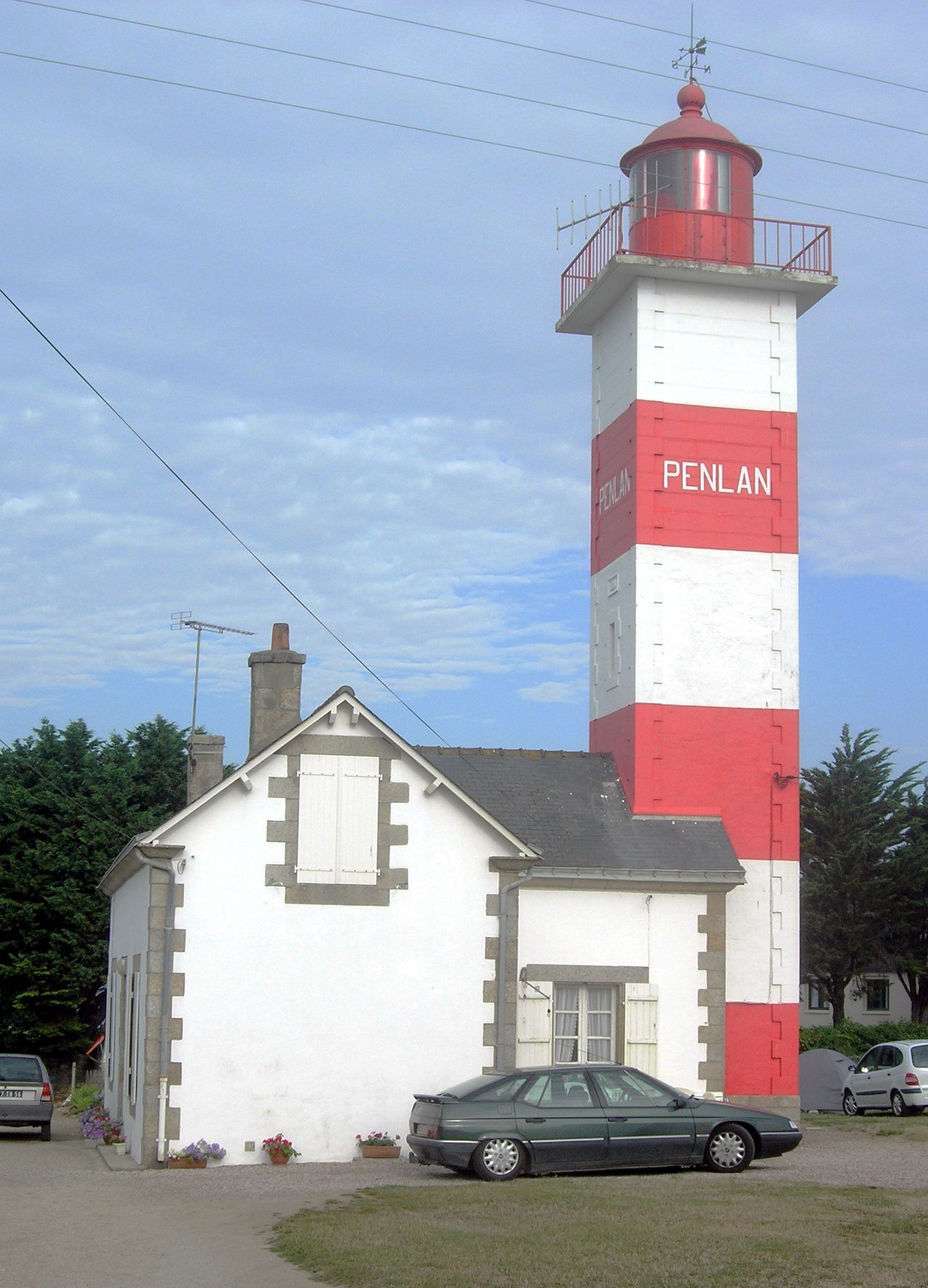
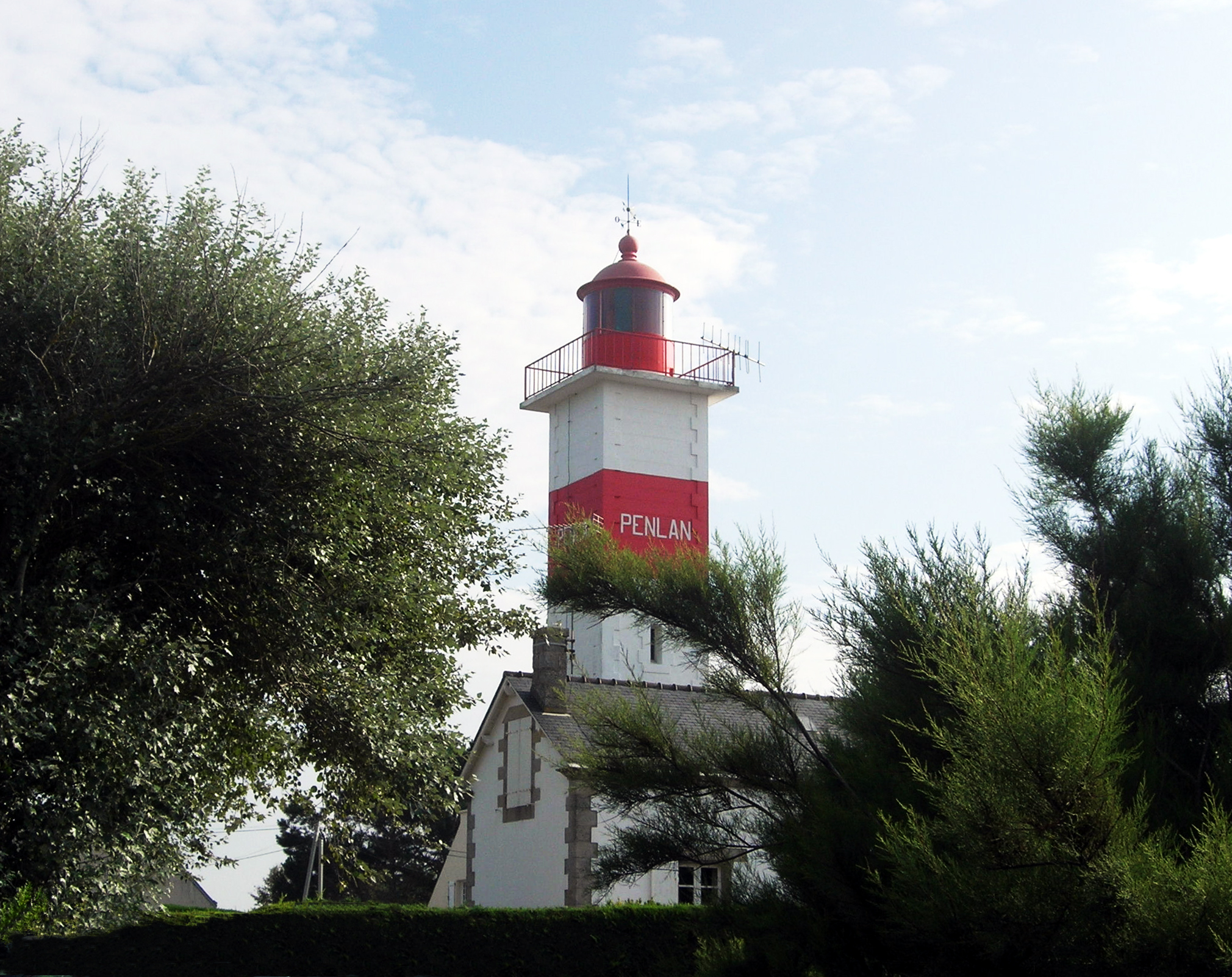
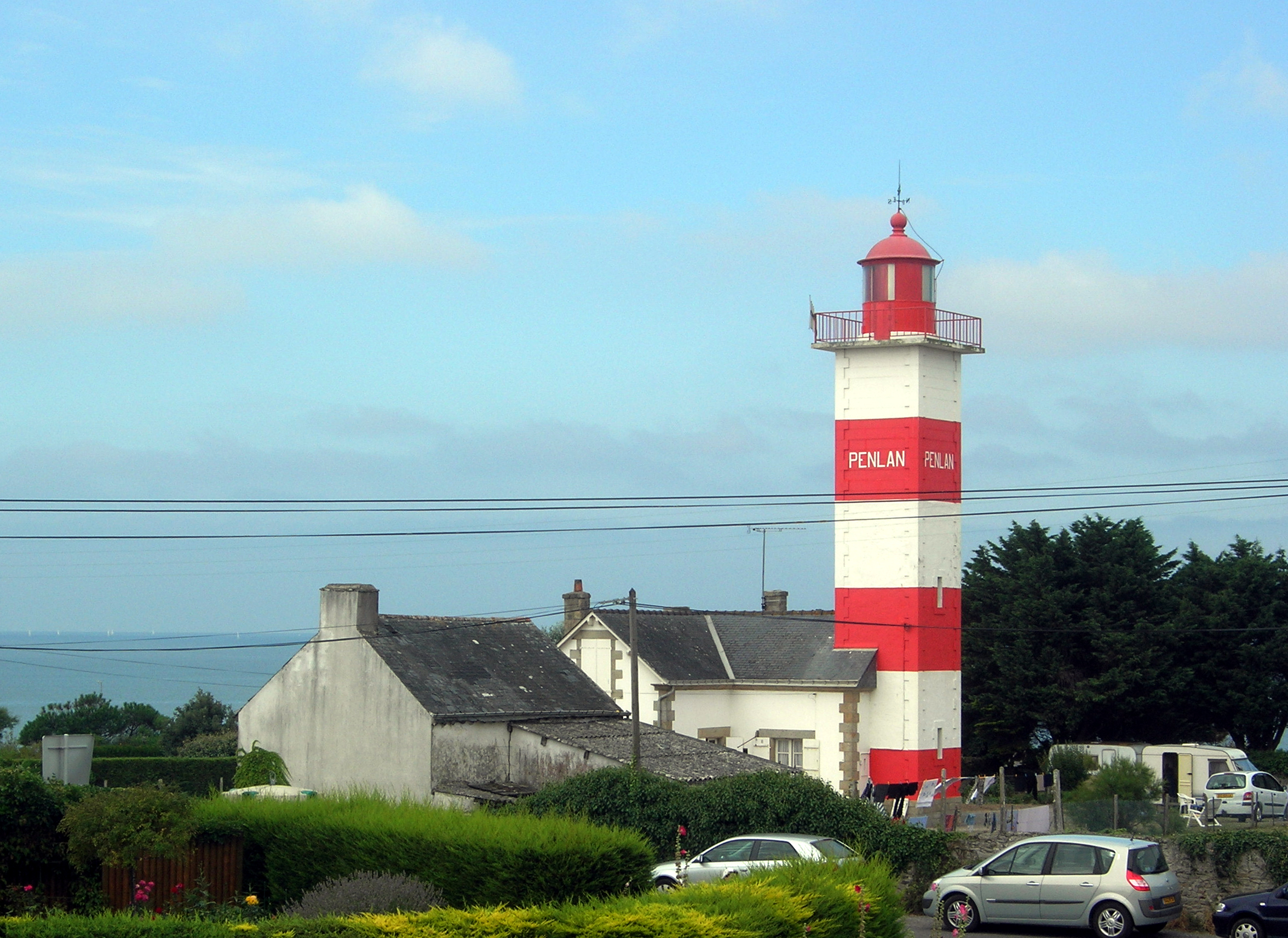